# SBasic
sBasic to implementacja języka Basic napisana przez SymbianWare specjalnie dla komunikatorów Nokia 9300 i Nokia 9500.
sBasic różni się nieco od tradycyjnego Basica z powodu dostosowania do działania w tych komunikatorach. Programy napisane w nim są zapisywane w plikach *.bas, a do ich działania jest potrzebny program sBasic.